# 英买里镇
英买里镇，是中华人民共和国新疆维吾尔自治区喀什地区伽师县下辖的一个乡镇级行政单位。原为英买里乡，2023年撤乡设镇。行政区划代码改为653129106。 

## 行政区划
英买里镇下辖以下地区：
库木艾日克村、阿亚格库木艾日克村、墩艾日克村、墩迪瓦依村、巴格托格热克村、巴什克皮乃克村、阿亚格克皮乃克村、阿迪拉村、吐孜鲁克村、英买里村、阿亚格英买里村、喀吾力村、巴西栏杆村、兰干村、墩美其特村、兰帕村、英阿瓦提村、古再村、喀拉央塔克村、拉依力克村、园艺场和哈里胡其农场。